# Moctezuma Ilhuicamina
Moctezuma I, Moctezuma Ilhuicamina o Moctezuma el Viejo (náhuatl clásico: Motēuczōma Ilhuicamīna, "su señor el airado, flechador del cielo") (1398-1469) fue el quinto huey tlatoani mexica  (1440-1469).
Como hijo del tlatoani Huitzilíhuitl, asumió el mando del ejército en 1417, cargo que mantendría durante los reinados de su medio hermano Chimalpopoca (1417-1427) y su tío Itzcóatl (1427-1440). A la muerte de este último, Moctezuma Ilhuicamina fue elegido soberano del estado mexica bajo el cual inició una era expansionista, la cual contó con la ayuda de sus clásicos aliados, los altépetl de Texcoco y Tlacopan. En alianza con estos venció al altépetl tepaneca de Azcapotzalco, el cual dominaba la Cuenca de México por entonces. Derrotó a Cuauhtlatoa, tlatoani de Tlatelolco, el cual había intentado hacerse del gobierno, sometió a Atonal, señor de Coixtlahuaca en 1461, y destruyó las ciudades de Chalco y Tepeaca, extendió sus dominios hacia las zonas de Guerrero, Hidalgo, Puebla, Oaxaca y parte de Veracruz, dominando todo el altiplano de Anáhuac.
Con estas victorias pudo afianzar un poder absoluto, teocrático, frente a la predominante influencia de la nobleza militar y sacerdotal. Sin embargo, le fue imposible evitar que una serie de catástrofes naturales, tales como inundaciones y hambrunas, devastaran sus dominios, lo cual terminó recayendo en una nueva ola de sacrificios humanos. Debido a eso, se dio inicio a las llamadas guerras floridas (1450), las cuales fueron campañas anuales contra las ciudades independientes de Tlaxcala y Huejotzingo que eran destinadas a capturar prisioneros para sacrificarlos en sus rituales. A partir de 1456, cuando todos los impedimentos se vieron superados, el Estado mexica recobró la prosperidad y su capital, Tenochtitlan (actual Ciudad de México), se encontró con una época de esplendor económico y artístico sin precedente alguno. A pesar de su carácter severo y autoritario y de su incapacidad de dar al imperio una administración eficiente, Moctezuma I pudo ganarse la estima y el respeto de sus gobernados y conservarlo hasta la muerte.
Amplió el territorio de la Triple Alianza. Organizó un sistema de tributos que permitió a Tenochtitlan convertirse en una ciudad muy poderosa.